# Молога
Молога (рус. Молога) река је која протиче преко територија Тверске, Новгородске и Вологдске области на северозападу европског дела Руске Федерације.
Улива се у северозападни залив вештачког Рибинског језера, акумулације настале преграђивањем корита реке Волге током 1940-их година. Припада басену реке Волге и Каспијског језера.

## Физичко-географске карактеристике
Реко Молога свој ток почиње у мочварном подручју код села Кључеваја на подручју Максатишког рејона Тверске области. У горњим деловима тока карактерише је изразито спор ток и бројни меандри, а ширина корита је између 10 и 20 метара. У почетку тече у смеру севера, а затим прави заокрет ка истоку и југоистоку. Код града Бежецка њене воде се разливају у пространу низију и формирају систем од неколико језера мочварног типа, ширине између 100 и 600 метара. На том делу тока њене обале су јако зарасле мочварном вегетацијом, а бројна су и речна острва и мртваје.
У средњем делу тока Молога протиче кроз језеро Верестово, и на том подручју њена приобална равница достиже и до 4 km ширине. И на том подручју обале су јако замочварене и под густом мочварном вегетацијом. Код варошице Максатихе река скреће ка северу, а ширина корита се повећава до 60 метара. Низводно од града Устјужна Молога је пловна у време високог водостаја. У зони ушћа ширина корита прелази 200 метара.
Градњом Рибинског језера цео доњи део тока Мологе је потопљен, а самим тим је скраћена и дужина речног корита, са изворних 607 km, на садашњих 456 km. Површина сливног подручја је 29.700 km², а просечан проток у зони ушћа око 237 m³/s (у средњем делу тока 60 m³/s). Река је под ледом од средине новембра до половине априла. Максималан водостај је у пролеће и река је на том нивоу између 3 и 6 недеља.
Најважније притоке су Ривица, Волчина, Кеза, Сарагожа, Кирва, Кобожа, Чагода (све леве) и Остречина, Осењ и Ратиња (десне). Пре градње Рибинског језера у Мологу се уливала и река Сит.
На њеним обалама леже насеља Бежецк, Устјужна, Пестово, Весјегонск и Максатиха.